# رنچیتوس ایست، تگزاس
رنچیتوس ایست (به انگلیسی: Ranchitos East) یک منطقهٔ مسکونی در ایالات متحده آمریکا است که در تگزاس واقع شده‌است. رنچیتوس ایست ۲۱۲ نفر جمعیت دارد.